# Kilduff, Devilsbit Mountain SAC
Kilduff, Devilsbit Mountain SAC este o arie protejată (arie specială de conservare — SAC, sit de importanță comunitară — SCI) din Irlanda întinsă pe o suprafață de 133,81 ha, integral pe uscat.

## Localizare
Centrul sitului Kilduff, Devilsbit Mountain SAC este situat la coordonatele 52°49′32″N 7°54′30″W / 52.825507°N 7.908239°V.

## Înființare
Situl Kilduff, Devilsbit Mountain SAC a fost declarat sit de importanță comunitară în noiembrie 1997 pentru a proteja 1 specie de animale. Situl a fost protejat și ca arie specială de conservare în aprilie 2017.

## Biodiversitate
Situată în ecoregiunea atlantică, aria protejată conține 2 habitate naturale: Pajiști uscate europene, Formațiuni ierboase bogate în specii de Nardus, dezvoltate pe substraturi silicioase în zone montane (și în zone submontane, în Europa continentală).
La baza desemnării sitului se află o specie protejată de  păsări: șoim călător (Falco peregrinus).
Pe lângă speciile protejate, pe teritoriul sitului au mai fost identificate 1 specie de plante.